# Buddleja domingensis
Buddleja domingensis är en flenörtsväxtart som beskrevs av Ignatz Urban. Buddleja domingensis ingår i släktet buddlejor, och familjen flenörtsväxter. Inga underarter finns listade i Catalogue of Life.